# Матильда Августа фон Урах
Матильда Августа Паулина Вильгельмина Теоделинда фон Урах, графиня Вюртембергская (нем. Mathilde Auguste Pauline Wilhelmine Theodolinde, Prinzessin von Urach, Gräfin von Württemberg; 14 января 1854, Штутгарт — 13 июля 1907, Австро-Венгрия) — немецкая аристократка из рода Урах. В замужестве княгиня Ориоло.

## Биография
Матильда родилась 14 января 1854 года, в Штутгарте. Она была младшей дочерью графа Вильгельма Вюртембергского (1810—1869) и его первой супруги Теоделинды Лейхтенбергской (1814—1857). У неё были три старшие сестры. Её отец был представителем морганатической ветви Вюртембергского дома. Дед Матильды в 1801 году отказался от прав на престол ради морганатического брака.
Когда ей было 3 года, умерла её мать Теоделинда. В наследство она получила украшения своей матери. В 1867 году, её отец получил титул герцога Урах и она вместе с сестрами стала носить фамилию фон Урах.
2 февраля 1874 года, она вышла замуж за Паоло Альтьери, 8-го князя Ориоло. В 1671 году, Папа Римский Клемент X, который также принадлежал к данной семье, даровал своему родственнику Гаспаре Альтьери, титул князя Ориоло.
После замужества информации о жизни Матильды практически нет. Известно что после замужества она с супругом некоторое время жила в Монако. Больше информации хранится в архивах семьи Урах, которые так до сих пор не раскрыты.
Умерла Матильда 13 июля 1907 года.

## Потомки
От брака с Паоло Альтьери у неё родилось восемь детей:
- Теоделинда (5 ноября 1876 — 21 сентября 1947), 20 июня 1897 года, вышла замуж за дона Франческо ди Наполи-Рамполья (1871—1938). Супруги имели двух сыновей:
  - Винченцо ди Наполи-Рамполья (19 апреля 1898 — 3 февраля 1965), 23 сентября 1920 года женился на Терезе Булгарини д'Эльчи (1900—1989). Супруги имели 5 детей.
  - Фредерико ди Наполи-Рамполья (19 апреля 1900 — 1974), 30 апреля 1930 года женился на Эльзе Драгони. Супруги имели 1 сына.
- Клемент Игнаций (9 декабря 1877 — 21 января 1886), умер в детстве.
- Людовик (27 декабря 1878 — 6 июня 1955), 9-й князь Ориоло. 18 сентября 1916 года женился на Эмилии Балестре (1888—1967). Детей у них не было.
- Мария Августа (31 октября 1880 — 1976), в 1916 году вышла замуж за Роберта Паллавичинно (1870—1937). У них был один сын:
  - Андреа Паллавично (8 ноября 1916 — ?), женат не был. Детей не имел.
- Вильгельм (5 апреля 1884 — 8 июня 1894), умер в детстве.
- Маркантонио (5 октября 1886 — 10 декабря 1886)
- Камилла (3 декабря 1889 — 4 сентября 1917), 12 февраля 1917 года вышла замуж за  Пазолино Пазолини дел'Онда (1876—1933). Детей у них не было.
- Маркантонио (2 мая 1891 — 7 июня 1919), был женат на Фриде Галлоти. Детей у них не было.